# Rivers and Tides – Andy Goldsworthy Working With Time
Rivers and Tides. Andy Goldsworthy working with time. ist ein 2001 veröffentlichter 90-minütiger Dokumentarfilm über den britischen Landartkünstler Andy Goldsworthy. Die Kamera beobachtet den Herstellungsprozess von Goldworthys Land Art in vier Ländern und vier Jahreszeiten.
Der Film wurde von Thomas Riedelsheimer erstellt, die Musik von Fred Frith. Der Film ist eine Co-Produktion der Mediopolis Film- und Fernsehproduktion GmbH in Berlin und der britischen Independent-Filmfirma Skyline Productions.
Im Jahr 2017 wurde Leaning into the Wind – Andy Goldsworthy veröffentlicht, ein zweiter Dokumentarfilm Riedelsheimers über Goldsworthy mit Musik von Frith.

## Auszeichnung
- 2001: Deutscher Kamerapreis
- 2002: Preis der deutschen Filmkritik als „bester Dokumentarfilm“